# ヴァレンティン・ヴォドニック
ヴァレンティン・ヴォドニク（Valentin Vodnik [válentin vódnik], 1758年2月3日　ズゴルニャ・シシカ（現リュブリャナ） - 1819年1月8日 リュブリャナ）は、改革派フランシスコ会「小さき兄弟会」スロベニア人修道士、詩人、翻訳者、啓蒙者、言語学者、教師、ジャーナリストで雑誌編集者。

## 生涯
ヴァレンティン・ヴォドニクは、家内工業を営む農家の家に10人兄弟の長男として生まれた。父はヨジェフ・ヴォドニク、母はイェレ・パンセである。彼が子供時代を過ごした家は、現在文化・民族記念碑となっている。両親の希望で、10歳から読み書きと計算を学び始める。1768年にリュブリャナ・ギムナジウム入学準備のために、ノヴォメストにあるフランシスコ修道院にいた叔父マルツェルの下に送られる。ギムナジウムを卒業後、フランシスコ会に入信した。1776年から1778年までノヴォメストのフランシスコ会の学校で哲学を学び、1778年からリュブリャナのフランシスコ会修道院に滞在して神学を修めた。1780年にリュブリャナを離れた後の2年間の足取りは不明であるが、1782年にはレカ河畔トルサトにあるフランシスコ会修道院で暮らしている。同年、説教者となった。1783年も足取りが分かっていないが、リュブリャナでキリスト教の説教をしていたらしい。修道院に残る記録では、ヴォドニクはその間、更なる学問を修め、イタリア語とフランス語を学んだ。1784年には男子修道院を離れ、聖職に就いた。聖職者として、ソラ河畔メドヴェデ、ブレド、リブニツァ、1792年からはボヒニ自治体のコプリヴニクでキリスト教を説教した。コプリヴニクでは、スロベニアの啓蒙家であるジグムント・ゾイス（ジガ・ゾイス）と出会い、往時の知識人の集まりであるゾイスサークルに招かれた。後にヴォドニクのリュブリャナへの引越しを援助している。1798年にはリュブリャナにあるギムナジウムの教師となった。聖職者としての仕事をすべてやめてしまった訳ではなく、ミサを行ったり洗礼を授けたりしていた。ヴォドニクの人生は、ナポレオン政府のイリリア州設立によって変わることになった。新たにフランス領土となったイリリア州で教育改革が行われ、スロベニア語での授業が可能になった。ヴォドニクはギムナジウムの校長及び小学校と実業学校の監督官となった。ナポレオン戦争後オーストリアにイリリア州が返還された後、フランス政府を支持した為に立場が悪くなった。1815年には全ての職務から解雇され、早い年金生活に入った。1819年に脳内出血でリュブリャナで死亡した。墓は聖クリシュトフ墓地（現ナヴィア公園）にある。
啓発の時代にスロベニア語で一般人のために色々な詩を書いた。これは特別なものでした。あの時代で学者の皆、学者のためにだけ本を書いた。あの時、学者の言葉はドイツ語だったから、一般人のために書くことによってスロベニア語の存在を守った。
- そのあと、スロベニアで初めての新聞を発行した。«Lublanske novice« (ルブランスケ・ノヴィツェ)と呼ばれた。この新聞で色々なニュースが流された。そして、読むことができる人たちは世界と地元の出来事について読むことができた。これより前はドイツ語ができることが必要だった。

そのあとで、"Pesme za pokušino" (ペスメ ザ ポクシノ、企及の詩)という、スロベニアで初めての詩集を書いた。
"Pesme za pokušino" (1806：試みのための詩）は長い間、スロベニア初の独自の芸術詩の詩選集であり、ヴォドニクはスロベニア初の詩人と考えられてきた。しかしフェリックス・アントン・デフは既に、スロベニア初の詩集年鑑「Pisanice od lepeh umetnost」の2巻に自己の詩を修めている。またパヴェル・クノブルは、「四組の新滑稽詩」（Štiri pare kratkočasnih Novih pesmi ）と言う題名の独自の民族滑稽詩の詩集をクラニで1801年に出版している。